# ミヒャエル・ハラース
ミヒャエル・ハラース（Michael Halász、1938年5月21日 - ）は、ハンガリー出身の指揮者。

## 略歴
1938年、クルジュ＝ナポカでドイツ系ハンガリー人の家系に生まれた。
フィルハーモニア・フンガリカの首席ファゴット奏者としてキャリアをスタートさせた。同楽団に8年在籍したあとドイツのエッセンにて指揮を学び、1972年から1975年までミュンヘンのゲルトナープラッツ州立劇場にてオペレッタの指揮を受け持った。
1975年よりフランクフルトに移り、クリストフ・フォン・ドホナーニのもとでカペルマイスターの職を得て様々なオペラを指揮した。1977年にドホナーニがハンブルクに転出すると彼に随行しハンブルク国立歌劇場のカペルマイスターとしてオペラ指揮者の活動を続けた。1978年から1991年までハーゲン劇場の音楽総監督を務め、1991年から2012年までウィーン国立歌劇場の常任指揮者を歴任した。

## 作曲作品・録音
ナクソス及びマルコ・ポーロレーベルにベートーヴェンの交響曲やリストの交響詩全集を初めとする多数の録音があり、『ドン・ジョヴァンニ』、『魔笛』、『フィガロの結婚』といったモーツァルトの歌劇も同レーベルに録音している。